# Грушанка круглолиста
Грушанка круглолиста (Pyrola rotundifolia) — вид трав'янистих рослин родини вересові (Ericaceae). Поширений у більшій частині Європи, центральній і західній Азії. Етимологія: лат. rotundus — «круглий, сферичний», i — сполучна голосна, folius — «листя».

## Опис
Багаторічна рослина 10–40 см заввишки. Кільцеподібне потовщення на верхівці стовпчика ширше рильця. Квітки широко-дзвінчасті, зібрані по (10)15–20 у китиці. Стебла тупо-гранисті, з 1–2 видовженими піхвовими листками. Прикореневі листки округлі, неясно-городчасті, пластинка 3.5–6 см завдовжки. Кореневище довге, струнке, розгалужене. Чашолисток від овально-ланцетного до ланцетного, 3.5–5.5 мм, з округленою верхівкою. Пелюстка чисто біла, кулясто-яйцеподібна, 6.5–10 × 4–6 мм, досить товста, верхівка тупа. Пиляки жовті. Коробочка (6)7–8 мм в діаметрі. Квіти самозапильні. Рослина мікоризна; мікориза має велике значення для проростання.

## Поширення
Європа: Данія, Фінляндія, Норвегія, Швеція, Велика Британія, Австрія, Бельгія, Люксембург, Чехія, Словаччина, Німеччина, Ліхтенштейн, Угорщина, Нідерланди, Польща, Швейцарія, Білорусь, Естонія, Латвія, Литва, Росія, Молдова, Україна, Болгарія, Сербія, Боснія й Герцеговина, Словенія, Хорватія, Македонія, Італія, Румунія, Франція, Іспанія; Азія: Афганістан, Азербайджан, Вірменія, Грузія, Туреччина, Росія, Казахстан, Киргизстан, Таджикистан, Монголія, Китай [Синьцзян]. Населяє ялинові ліси, гірські зарості, трав'яні схили.
В Україні зростає у хвойних, змішаних, почасти листяних лісах — у Карпатах (до 1000 м, місцями піднімається до субальпійського пояса), Прикарпатті, Розточчі, Поліссі, частково в Лісостепу, гірському Криму (в букових лісах заповідно-мисливського господарства, дуже рідко). Входить до переліків видів, які перебувають під загрозою зникнення на територіях Вінницької, Дніпропетровської, Харківської, Хмельницької областей і м. Севастополя.

## Галерея

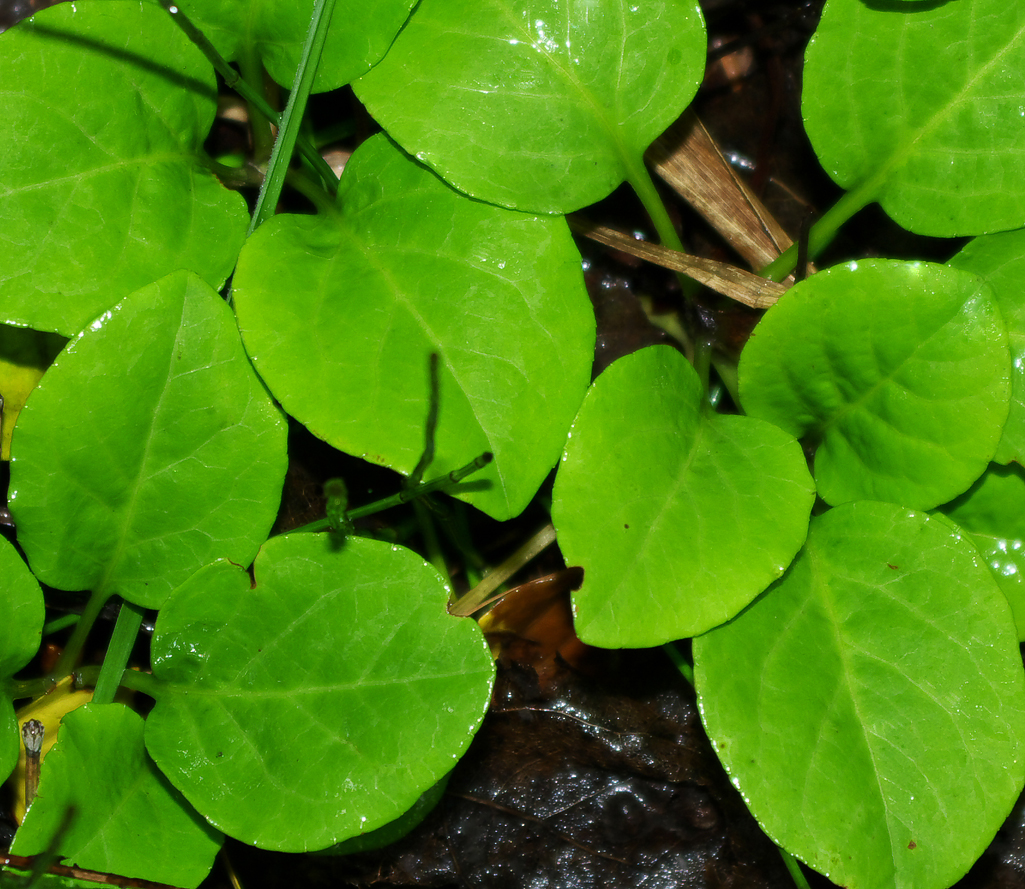
листя
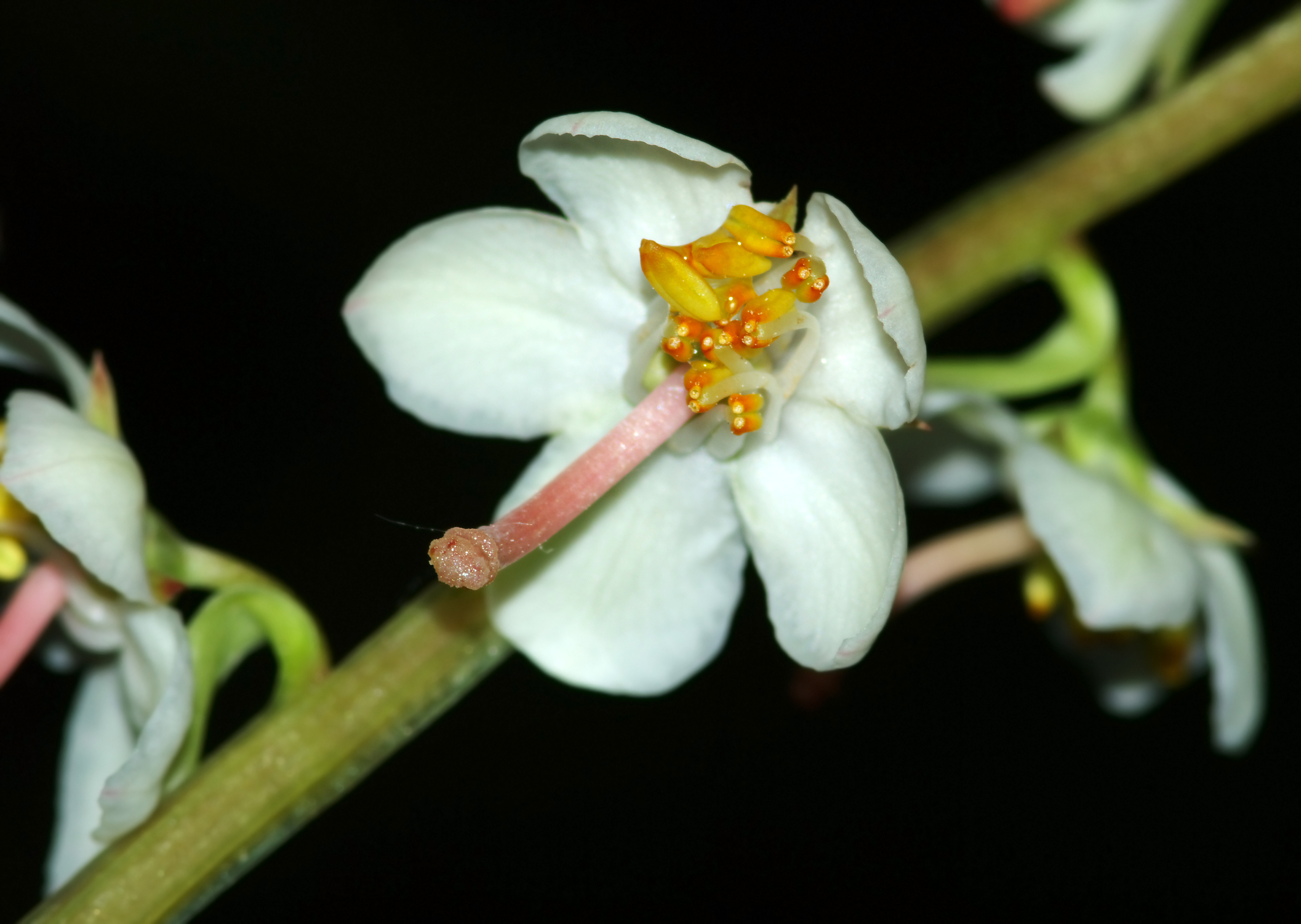
квітка
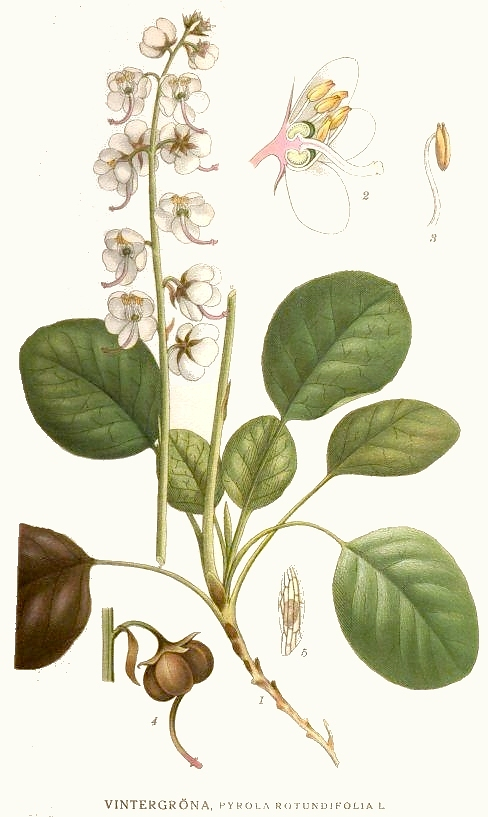
ілюстрація